# Philanthinae
Sous-famille
Les Philanthinae sont une sous-famille de guêpes fouisseuses solitaires qui creusent des nids dans le sol et qu'elles garnissent de proies qui vont nourrir leur progéniture. Cette sous-famille comprend quatre tribus :
- Aphilanthopini
- Cercerini
- Philanthini
- Pseudoscoliini

## Genres rencontrés en Europe
- Cerceris Latreille, 1802
- Philanthus Fabricius, 1790
- Pseudoscolia Radoszkowski, 1876